# Jaroslav Vítek (1888–1972)
Jaroslav Vítek (1. září 1888, Česká Skalice – 20. června 1972, tamtéž) byl účastník první světové války a autor válečného deníku vydaného tiskem, cvičitel sokola, obecní radní a amatérský malíř.

## Život

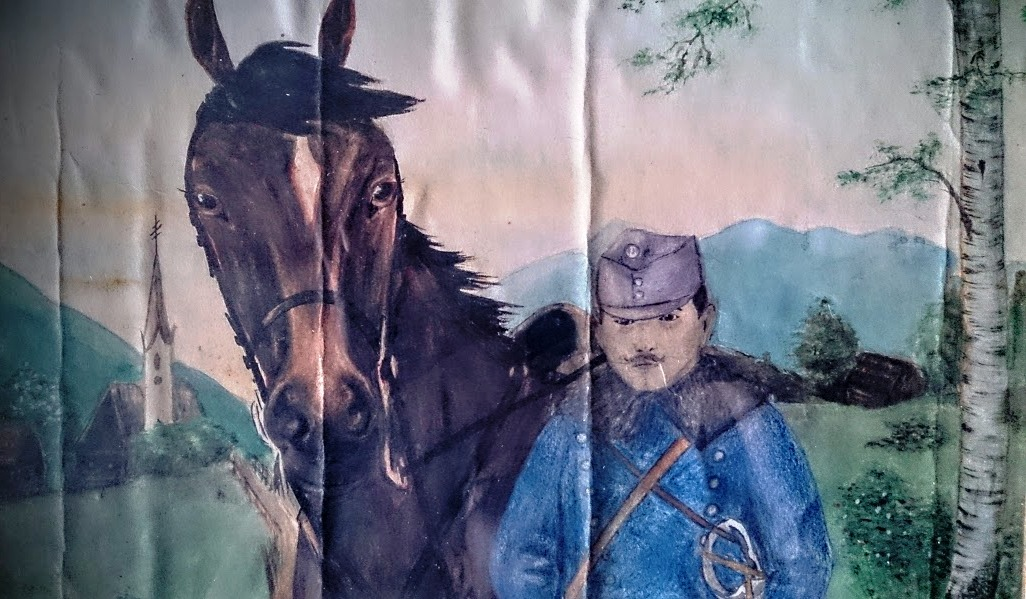
Autoportrét

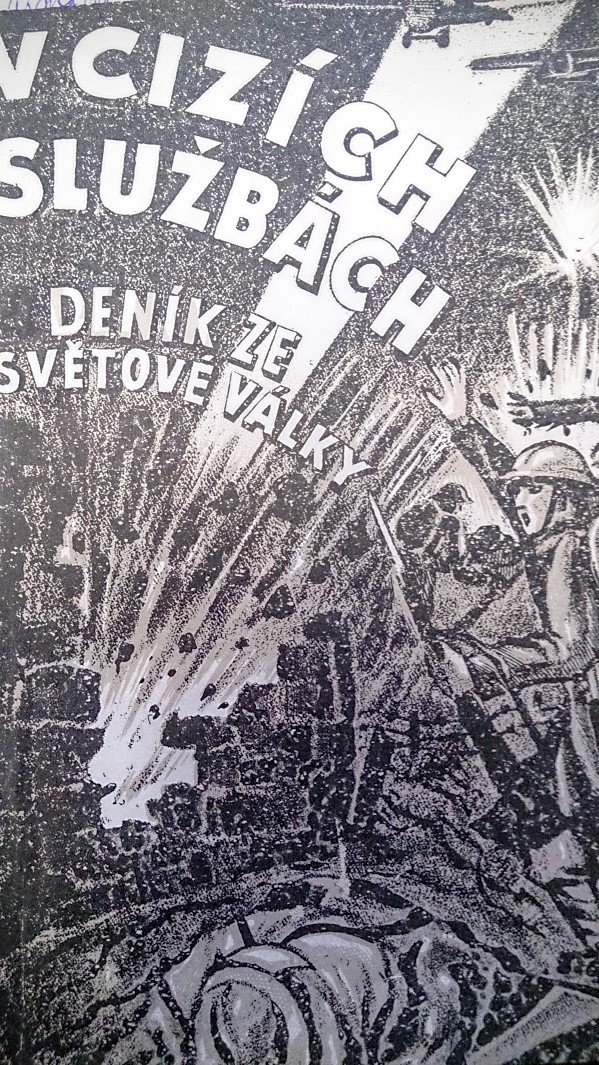
Kniha

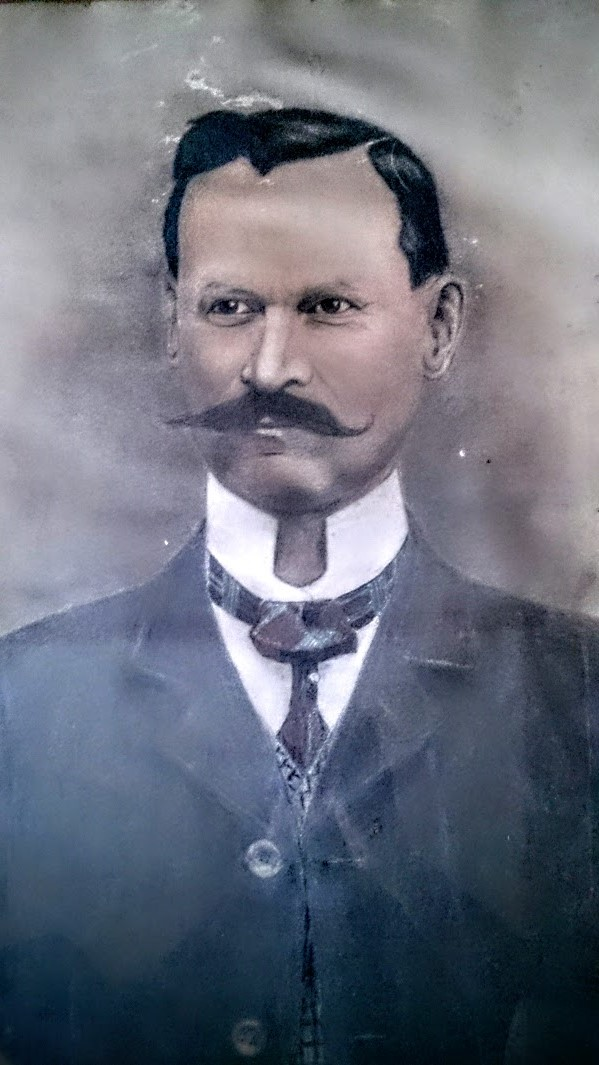
Portrét otce, autor Jaroslav Vítek

Narodil se 1. září 1888 v České Skalici, v rodině sedlářského pomocníka Josefa Vítka a matky Marie, rozené Kváčové, jako třetí z dvanácti dětí. Tři zemřely v dětství. Po skončení základní školy nastoupil do učení do Náchoda a vyučil se sedlářem a čalouníkem. Pracovní zkušenosti získával v různých městech: Trutnov, Liberec, Praha, Pardubice, Náchod ale i v Německu.
V roce 1910 zahájil aktivní vojenskou službu. Narukoval do Pardubic k jízdě.
Při mobilizaci v roce 1914 nastoupil jako poddůstojník (desátník), k 11. hulánům v Terezíně. Zde také začala jeho pouť po bojištích Velké války, na italské frontě. Pět roků sloužil u jízdy (hulánů) a potom u pěchoty. Koně miloval a s poměry u pěchoty se smiřoval těžce. Procestoval celou Rakousko-Uherskou říši, zúčastnil se bojů ve východních Alpách, severní Itálii, v Karpatech a bojoval u Piavy, kde vysílen vyčerpávajícími boji téměř podlehl zápalu plic.
Když jel potřetí do pole, začal psát deník, ve kterém den co den zachycoval těžké chvíle v bojích, pohnuté osudy vojáků, kteří mnohdy v bitvách položili své životy, popisoval válečnou strategii a výzbroj armády, ale i humorné historky každodenního vojenského života.
Deník začíná před jeho posledním odjezdem do pole, kdy absolvoval kurs pro výcvik mužstva k obsluze zákopových děl, v armádní střelecké škole v Brucku nad Litavou. Na frontu odtud odcházel 7. ledna 1917. První cesta vedla do Jakobeny, obce na severu Rumunska, kde v krutých mrazech bojovali proti Rusům ze zákopů, zákopovými děly.
V roce 1921 vystoupil z římskokatolické církve. Po válce se oženil s Marií Špačkovou z nedaleké Litoboře a měli spolu tři děti. Vrátil se ke svému řemeslu a v roce 1920 si založil malou živnost, sedlář a čalouník. Kromě toho byl i v Obecní radě v České Skalici a cvičitelem v Sokole. Od roku 1922 se podílel na výstavbě sokolovny v České Skalici, která slouží ke svým účelům dodnes.
Zúčastnil se Všesokolských sletů v Praze na Letné, později na Strahově.

## Dílo
V roce 1937 vydal deník vlastním nákladem jako knihu pod názvem V cizích službách (deník ze světové války).
Úryvek:
| „ | Mrtví lidé, koně a rozbitá auta. Příšera války jako divá vichřice se přehnala, zanechávajíc po sobě pravou spoušť, krvavé stopy hrůzy a chaosu. Všude se jeví panika a zmatek, v jakém Italové prchali před nepřítelem. Úžas budí to množství smrtonosných nábojů určených ke zničení lidských životů... | “ |

Z fronty psal i básně, ve kterých vzpomínal na svůj domov a rodinu.
Jeho talent nebyl pouze literární, ale byl i amatérský malíř. Maloval zejména portréty, krajiny a výjevy z bitev.